# Articolo 27 della Costituzione italiana
L'articolo 27 della Costituzione italiana è  dall'Assemblea costituente contiene i principi fondamentali dell'ordinamento penale italiano.

## Testo dell’articolo 27 della Costituzione Italiana
L'articolo 27 della Costituzione della Repubblica Italiana afferma:
L'imputato non è considerato colpevole sino alla condanna definitiva.

Le pene non possono consistere in trattamenti contrari al senso di umanità e devono tendere alla rieducazione del condannato.

Non è ammessa la pena di morte.»
((Costituzione della Repubblica Italiana, articolo 27))

Il primo comma riguarda il principio della personalità della responsabilità penale; i commi seguenti trattano del principio di non colpevolezza fino alla condanna definitiva, di umanità della pena e della finalità rieducativa della pena.

## Genesi storica
Il testo originario dell'articolo 27 era il seguente:
L'imputato non è considerato colpevole sino alla condanna definitiva.

Le pene non possono consistere in trattamenti contrarî al senso di umanità e debbono tendere alla rieducazione del condannato.

Non è ammessa la pena di morte, se non nei casi previsti dalle leggi militari di guerra.»
()
Alcune parole sono state soppresse il 2 ottobre 2007, sostituendo la pena di morte prevista dal codice penale militare di guerra e dalle leggi militari di guerra con la pena massima prevista dal codice penale.

### Pena di morte in Italia
In Italia la pena di morte è rimasta in vigore fino al 1889, successivamente venne abolita, con l’approvazione del nuovo Codice penale, conosciuto anche come Codice Zanardelli.
La pena di morte però rimase in vigore per il Codice Penale Militare, venendo effettivamente applicata durante la Prima Guerra Mondiale per comportamenti definiti disonorevoli. 
Nel 1926 la pena di morte venne reintrodotta da Mussolini e solo nel 1948, dopo la caduta del Fascismo e l'entrata in vigore della Costituzione, la pena di morte venne definitivamente abolita per tutti i reati comuni e per quelli militari compiuti in tempo di pace.

## Significato
L’articolo 27 contiene i principi fondamentali dell’ordinamento penale italiano e richiede un intervento da parte dell’ordinamento statale a sostegno della persona nella prospettiva del suo reinserimento nella società.

### Principio della personalità della responsabilità penale
Il comma 1 dell’art. 27 afferma il principio della personalità della responsabilità penale: ciascun individuo è responsabile solamente per le proprie azioni e, quindi, non può essere punito per un reato commesso da altre persone.

### Principio di non colpevolezza fino alla condanna definitiva
Il comma 2 dell’art. 27 afferma il principio di non colpevolezza fino alla condanna definitiva: ciascun cittadino italiano è dichiarato non colpevole fino a quando non sia stata emessa la sentenza definitiva che accerta la sua responsabilità penale, spesso dimenticato dall’opinione pubblica e dai mezzi di informazione. Tuttavia esiste il carcere preventivo a cui viene soggetto chi non è stato ancora giudicato. Quella che tecnicamente viene chiamata custodia cautelare e che inevitabilmente finisce per privare il cittadino della sua libertà prima ancora di una sentenza definitiva, può avere luogo solo quando sussistono accuse di reati molto gravi e vi sia il pericolo di:
- fuga da parte dell’imputato, per sottrarsi al processo e alla punizione;
- inquinamento delle prove, per impedire agli inquirenti di accertare la propria responsabilità;
- commissione di altri reati come nel caso dello stalker.

### Principio di umanità della pena
Il comma 3 dell’art. 27 afferma il principio di umanità della pena: la Costituzione obbliga i legislatori a non approvare modalità di pena che siano lesive del rispetto della persona, viene ritenuta illecita ogni forma di violenza o di tortura durante la pena detentiva. All’interno degli istituti penitenziari i diritti dei detenuti non possono essere annullati, lo Stato si obbliga a intervenire per assicurare a tutti i consociati pari opportunità di realizzazione personale.

### Principio della finalità rieducativa della pena
Il comma 4 dell’art. 27 contiene il principio della finalità rieducativa della pena: le pene non devono tendere solamente a punire chi si è reso colpevole di un reato, ma, se possibile, devono mirare anche alla sua rieducazione favorendone il reinserimento nella società; il carcere, pertanto, deve essere concepito come una struttura di rieducazione e di recupero del condannato, visto che il finalismo rieducativo - principio che si propone di guidare l’azione del legislatore, del giudice e dell’amministrazione, secondo quanto si legge nella sentenza n. 313 del 1990 della Corte costituzionale - connota «ontologicamente la pena, dalla sua astratta previsione alla sua concreta esecuzione».
Gli studi sociologici, criminologici e di politica penitenziaria hanno evidenziato il ruolo fondamentale della comunità sociale al trattamento intramurario.
La partecipazione del mondo esterno al trattamento carcerario risulta essenziale per il reinserimento del detenuto nella vita sociale, avviato prima del fine pena, attraverso interventi intra ed extra murari con il diretto coinvolgimento di associazioni ed enti pubblici territoriali i quali costituiscono un modo per attenuare gli effetti negativi della carcerazione.
Si tratta di un mutamento di visione orientato a superare l’idea del carcere come entità chiusa ed estranea al territorio e alla società. 
Gli interventi di operatori professionali e di volontari costituiscono uno stimolo per intraprendere un percorso di reinserimento in una positiva atmosfera di relazioni umane, in una prospettiva di integrazione e di collaborazione.